# Мессина (провинция)
Месси́на (итал. Provincia di Messina) — упразднённая провинция Италии, в области Сицилия. Название по самому крупному городу, оно восходит к V веку до н. э., когда древние греки переименовали поселение Занкла в Мессену (греч. Μεσσήνη), в древнеримский период употреблялось название Мессана (лат. Messana). В 2015 году вместо провинции была образована новая территориальная единица метрополитенский город Мессина.
Находится на северо-востоке острова Сицилия — там, где остров отделяется от материка Мессинским проливом. Береговая линия севернее пролива омывается Тирренским морем, южнее пролива — Ионическим морем. В состав провинции входят также Липарские острова. С юга провинция Мессина граничит с провинцией Катания, на западе — с провинцией Палермо, на юго-западе — с провинцией Энна. Значительную часть Мессины занимают горы — Пелоританские и Неброди.
Благодаря географическому положению Мессина является важным транспортным узлом: паромная переправа связывает остров Сицилию и материк в мессинском проливе, сообщение с Липарскими (Эолийскими) островами обеспечивают регулярные рейсы из порта Милаццо. Две железнодорожных ветки идут из Мессины: одна на юг, в Катанию и Сиракузы; другая — на запад, в Палермо. Кроме того, остров Сицилия получает электричество по кабелю, проложенному по дну Мессинского пролива.
Города — Али-Терме, Алькара-Ли-Фузи, Милаццо, Наксос, Таормина.

## Ссылки

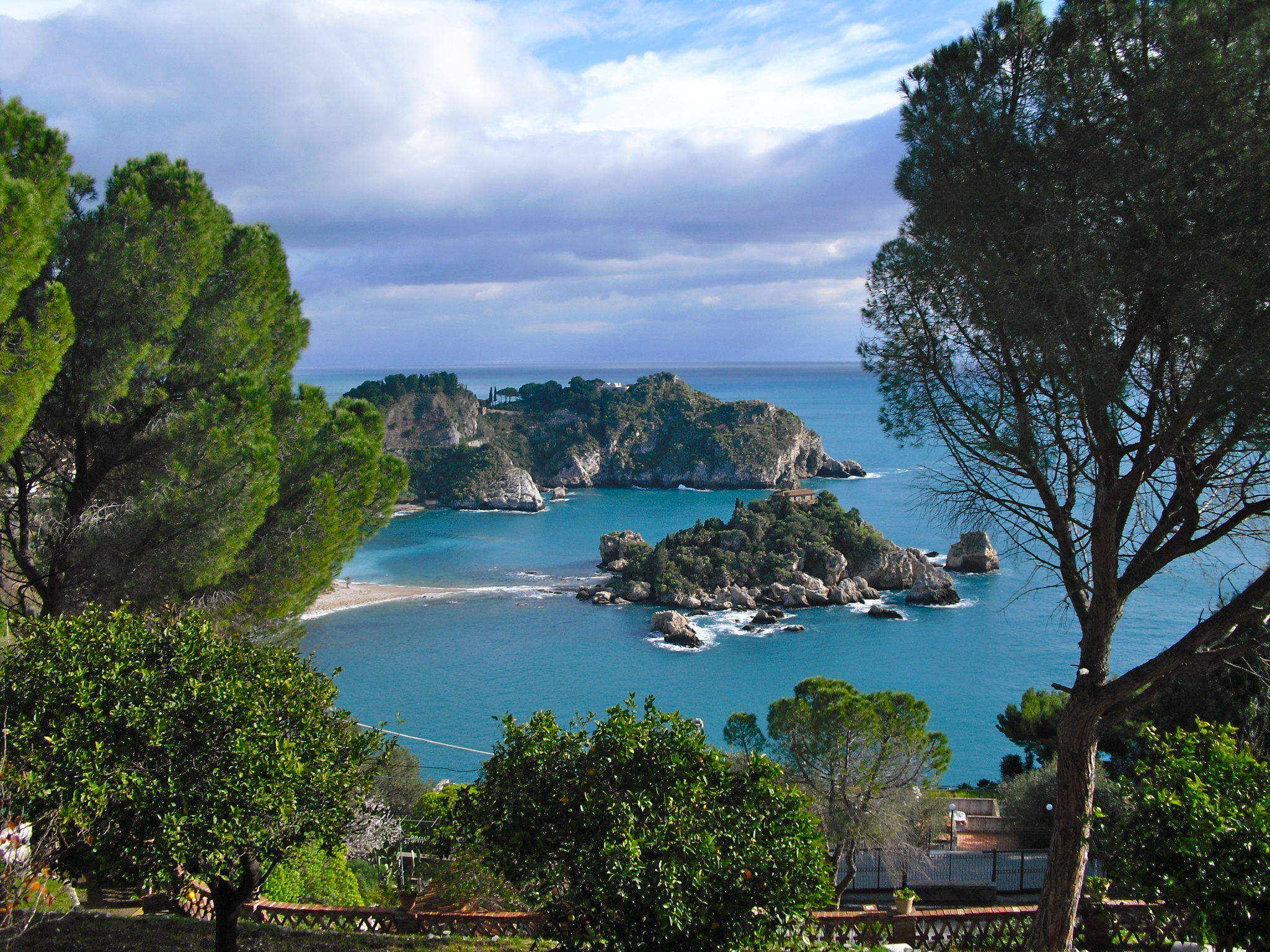
Вид на остров Изола-Белла из Таормины
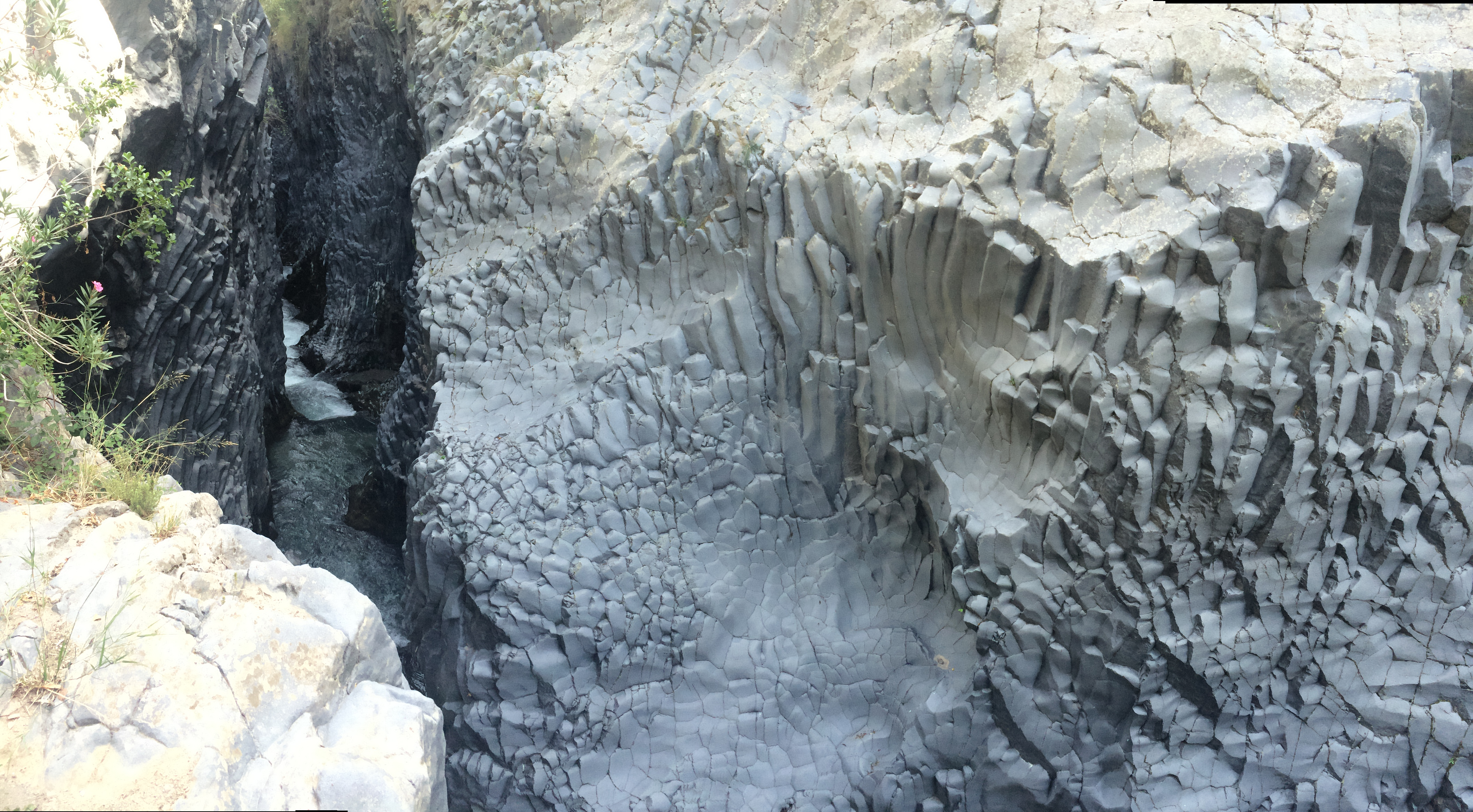
Каньон Алькантара
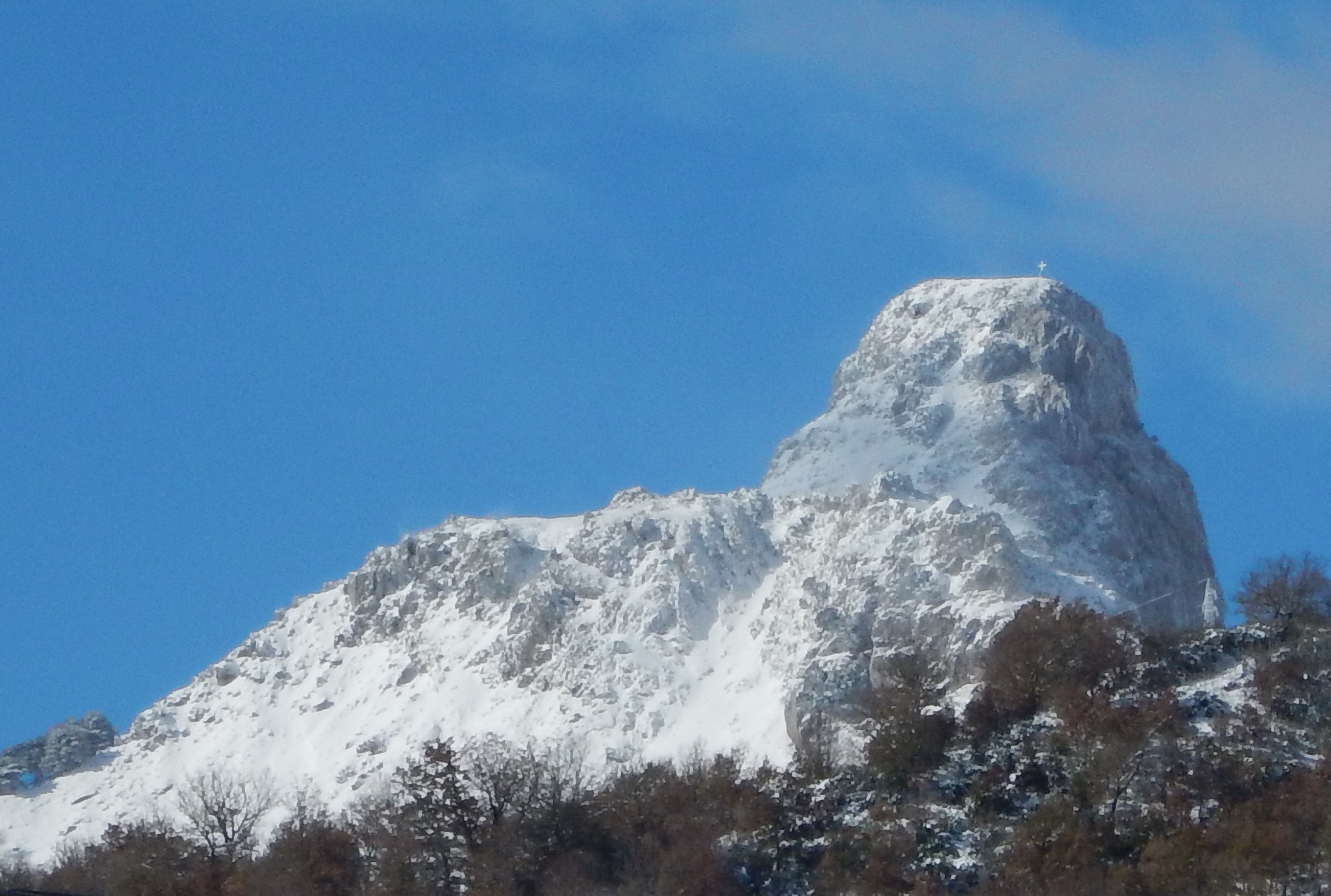
Rocca Salvatesta (1340 м) виден из Фондакелли-Фантина
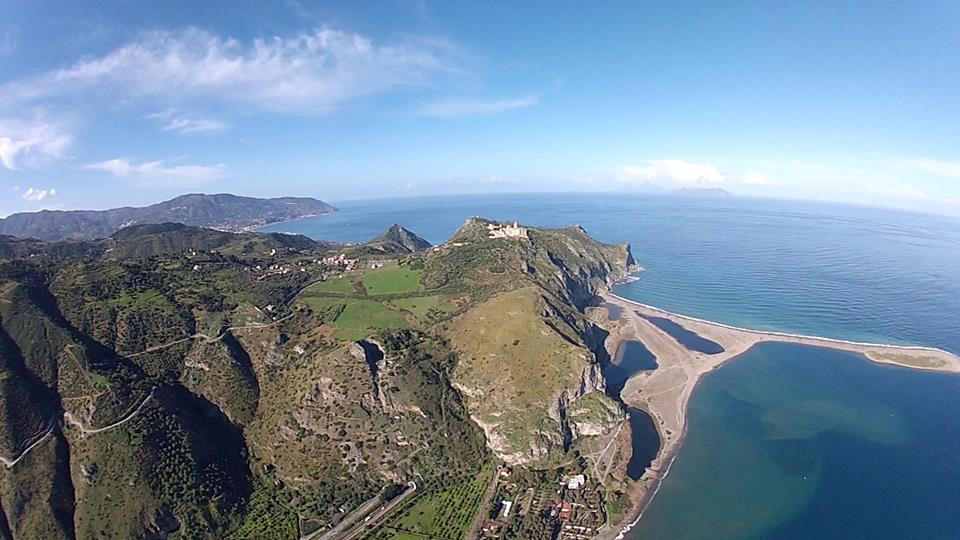
Тиндари
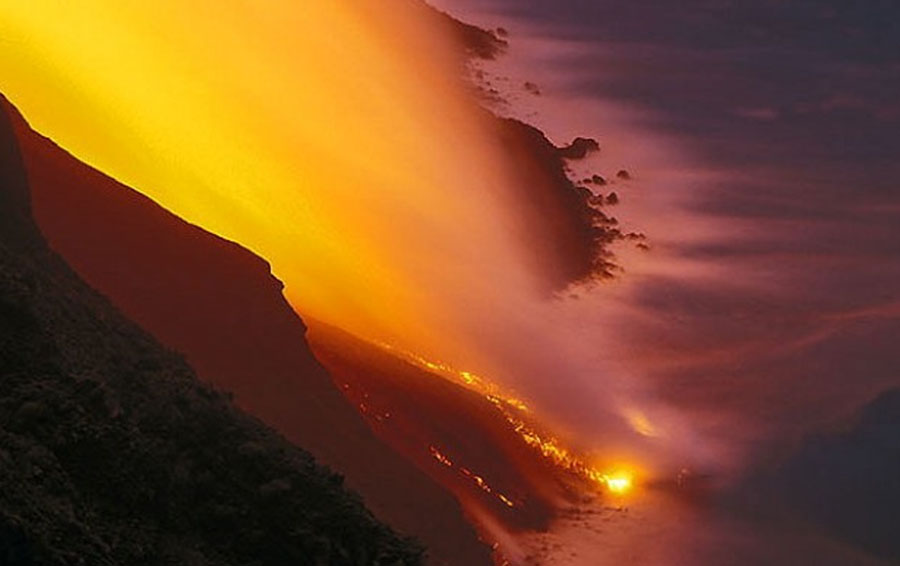
Вулкан Стромболи